# Marhamchurch
Marhamchurch – wieś w Anglii, w Kornwalii. Leży 105 km na północny wschód od miasta Penzance i 317 km na zachód od Londynu.